# Pseudophilotes famelica
Pseudophilotes famelica är en fjärilsart som beskrevs av Adalbert Seitz 1910. Pseudophilotes famelica ingår i släktet Pseudophilotes och familjen juvelvingar. Inga underarter finns listade.